# 貝爾法斯特鎮區 (明尼蘇達州莫雷縣)
貝爾法斯特鎮區（英語：Belfast Township）是位於美國明尼蘇達州莫雷縣的一個行政鎮區。

## 歷史
貝爾法斯特鎮區於1878年設立，得名自位於北愛爾蘭的城市贝尔法斯特。

## 地方資料
貝爾法斯特鎮區的面積為93.07平方千米，當中陸地面積為92.88平方千米，而水域面積為0.19平方千米。根據2020年美國人口普查的數據，當地共有人口168人，而人口密度為每平方千米1.81人。